# Geropa concolor
Geropa concolor är en skalbaggsart som först beskrevs av Leconte 1873.  Geropa concolor ingår i släktet Geropa och familjen långhorningar. Inga underarter finns listade i Catalogue of Life.